# Elspet Jean Gray, Baroness Rix
Elspet Jean Gray, Baroness Rix (* 12. April 1929 in Inverness, Schottland; † 18. Februar 2013 in London, England) war eine britische Schauspielerin.

## Leben

### Ausbildung und Theater
Elspet Gray wurde als Elspet Jean MacGregor-Gray geboren. Sie besuchte die St Margaret’s School in Hastings. Sie wuchs zeitweise in Indien auf. Dort war sie Schülerin am Presentation Convent in Srinagar, im Kaschmir-Tal. Sie absolvierte eine Schauspielausbildung an der Royal Academy of Dramatic Art in London. Ihr professionelles Debüt als Theaterschauspielerin gab sie im April 1947 mit der Rolle der Phyllis in dem Theaterstück Edward, mein Sohn von Donald Ogden Stewart am Grant Theatre in Leeds. Im Mai 1947 folgte mit derselben Rolle ihr Londoner West-End-Debüt am His Majesty’s Theatre.
1949 erhielt sie ein Engagement bei Bridlington Repertory Company, die von Brian Rix geführt wurde, der dort selbst als Schauspieler und Manager tätig war. Gemeinsam mit Rix trat Gray von 1950 bis 1954 am Whitehall Theatre in London in der erfolgreichen Komödie Widerspenstige Helden von John Roy Chapman (1927–2001) auf. 1960 gehörte sie dort auch zur Besetzung der Wiederaufnahme. Weitere Bühnenrollen hatte sie in der Komödie Wolf’s Clothing (1959, Wyndham’s Theatre; London) und in den Komödien Uproar in the House und Let Sleeping Wives Lie (1967, Garrick Theatre, London), jeweils in einer Produktion von Brian Rix. 1971 ging sie mit vier Theaterstücken von Vernon Sylvaine auf Tournee. 1973 trat sie am O’Keefe Theatre in Toronto auf, in einer Produktion des Theaterstücks Move Over Mrs Markham von Ray Cooney und John Chapman. 1980 spielte sie, unter der Intendanz von  Joan Littlewood, am Theatre Royal Stratford East in dem Melodram The Streets of London. 1983 verkörperte sie die Rolle der Donna Lucia d’Alvadorez (Charleys Tante) in der Farce Charleys Tante an der Seite von Griff Rhys Jones am Lyric Hammersmith Theatre in London.

### Film und Fernsehen
1948 wurde Gray von der britischen Filmproduktionsgesellschaft Gainsborough Pictures unter Vertrag genommen. Ihr Filmdebüt gab sie 1948 mit einer kleinen Rolle in dem Film Love in Waiting. Sie hatte in der Folgezeit kleine Rollen in den Filmen The Blind Goddess, Fly Away Peter und Tottie True (1949). Ihre einzige Hauptrolle in einem Kinofilm hatte sie 1954 als Joan Ingram in dem Kriminalfilm Johnny on the Spot, an der Seite von Hugh McDermott unter der Regie von Maclean Rogers. Im späteren Verlauf ihrer Karriere hatte sie Rollen in den Kinofilmen Auf Wiedersehen, Mr. Chips (1969; als Lady Sutterwick), Das Mädchen auf der Schaukel (1988, als Mrs. Dresland) und in der Filmkomödie Vier Hochzeiten und ein Todesfall (1994); darin spielte sie als Lauras Mutter einen der weiblichen Hochzeitsgäste.
Seit den 1950er Jahren arbeitete Gray schwerpunktmäßig für das Fernsehen. Besonders bekannt wurde sie durch ihre Rollen in den 1970er und 1980er Jahren, so als Lady Collingford in der britischen Fernsehserie Catweazle (1970–1971), als Frau des Psychiaters Dr. Abbot in der Fernsehserie Fawlty Towers (1979), als Witwe und Mutter Mrs. Elizabeth Palmer in der britischen Sitcom Solo (1981–1982) und besonders als Königin Gertrude von Flandern in der Comedy-Serie Blackadder (1983). Darin spielte sie, an der Seite von Rowan Atkinson in der Titelrolle, dessen Mutter.
Sie hatte außerdem Episodenrollen in den Fernsehserien Father Dear Father (1971–1972), The Agatha Christie Hour (1982), Doctor Who (1983; in der Episode Arc of Infinity), Inspector Morse (1987), Agatha Christie’s Poirot (1990), Casualty (1990), Doctor Finley (1995), Ruth Rendell Mysteries (1996) und als Hilary in der Fernsehserie Dinnerladies (1998).

## Privatleben
1949 lernte Gray bei einem Vorsprechen für einige Sommertheatervorstellungen im südenglischen Seebad Margate den Schauspieler und Theatermanager Brian Rix († 2016) kennen. Rix wurde 1992 zum Life Peer ernannt. Er war als Crossbencher Mitglied des House of Lords.
1949 heirateten Gray und Rix. Aus der Ehe gingen vier Kinder hervor; zwei Söhne und zwei Töchter, darunter den Fernsehproduzenten und Kinderbuchautor Jamie Rix, sowie die Schauspielerin Louisa Rix. Die gemeinsame Tochter Shelley (1951–2005) kam mit dem Down-Syndrom zur Welt. Gray und Rix widmeten sich aufgrund dieser persönlichen Erfahrung intensiv wohltätigen und caritativen Zwecken. Insbesondere setzte sich Gray, gemeinsam mit ihrem Ehemann Brian Rix, besonders für Menschen mit Lernschwächen ein.
Gray war viele Jahre Mitglied des Verwaltungsrats (Council) des Actors’ Charitable Trust; zeitweise gehörte sie dem Management-Komitee von Denville Hall, einem Wohn- und Pflegeheim für Schauspieler, an.
Elspet Gray starb im Alter von 83 Jahren in einem Krankenhaus in London.

## Filmografie (Auswahl)
- 1948: Love in Waiting
- 1948: The Blind Goddess
- 1948: Fly Away Peter
- 1949: Die Tingeltangelgräfin (Trottie True)
- 1951: Reluctant Heroes
- 1954: Johnny on the Spot
- 1955: Fabian von Scotland Yard (Fabian of the Yard, Fernsehserie, zwei Folgen)
- 1956: Colonel March of Scotland Yard (Fernsehserie, eine Folge)
- 1969: Goodbye, Mr. Chips
- 1970–1971: Catweazle (Fernsehserie)
- 1971–1972: Father Dear Father (Fernsehserie, zwei Folgen)
- 1979: Fawlty Towers (Fernsehserie)
- 1981–1982: Solo (Fernsehserie)
- 1982: The Agatha Christie Hour (Fernsehserie)
- 1982–1983: Blackadder (Fernsehserie)
- 1983: Doctor Who (Fernsehserie, eine Folge)
- 1984: Tenko (Fernsehserie)
- 1987: Inspektor Morse, Mordkommission Oxford (Inspector Morse, Fernsehserie, eine Folge)
- 1987: Pulaski (Fernsehserie)
- 1988: Das Mädchen auf der Schaukel (The Girl in a Swing)
- 1990: Agatha Christie’s Poirot (Fernsehserie, eine Folge)
- 1990: Casualty (Fernsehserie, eine Folge)
- 1994: Vier Hochzeiten und ein Todesfall (Four Weddings and a Funeral)
- 1995: Doctor Finley (Fernsehserie, eine Folge)
- 1996: Ruth Rendell Mysteries (Fernsehserie)
- 1998: Dinnerladies (Fernsehserie)